# Herb Zakroczymia
Herb Zakroczymia – jeden z symboli miasta Zakroczym i gminy Zakroczym w postaci herbu ustanowiony przez Radę Gminy 30 grudnia 2009.

## Wygląd i symbolika
Herb przedstawia w czerwonej tarczy herbowej białego Baranka Bożego w złotej aureoli, trzymającego umieszczoną na złotym drzewcu zwieńczonym krzyżem białą chorągiew z czerwonym krzyżem równoramiennym – symbol zmartwychwstania. 
Herb nawiązuje do zakroczymskiego klasztoru pod wezwaniem Jana Chrzciciela, który to święty użył określenia "Baranek Boży" wobec Jezusa.